# Тойота в Формулі-1
Panasonic Toyota Racing — колишня команда Формули-1, що належала японському виробнику автомобілів Toyota Motor Corporation і базувалася в Кельні, Німеччина. Toyota оголосила про свої плани приєднатися до Формули-1 у 1999 році, і після тривалих випробувань їх початкової машини, яка отримала назву TF101, команда дебютувала в 2002 році. Нова команда була створена на основі організації Toyota Motorsport GmbH, яка раніше брала участь у Чемпіонаті світу з ралі та 24 годинах Ле-Мана. Незважаючи на очко в своїй першій в історії гонці, Toyota ніколи не вигравала Гран-прі, їхнім найкращим результатом стало друге місце, якого вони досягали п'ять разів.
Toyota піддавалася критиці за відсутність успіхів, оскільки команді так і не вдалося виграти Гран-прі з одним із найбільших спортивних бюджетів, а також будучи найбільшим у світі виробником автомобілів. Toyota була добре фінансованою командою, хоч вона ніколи стабільно не демонструвала сильних результатів.
4 листопада 2009 року Toyota оголосила про свій негайний вихід з Формули-1, після участі в восьми сезонах поспіль.

## Історія

### 1957–2002: Передісторія

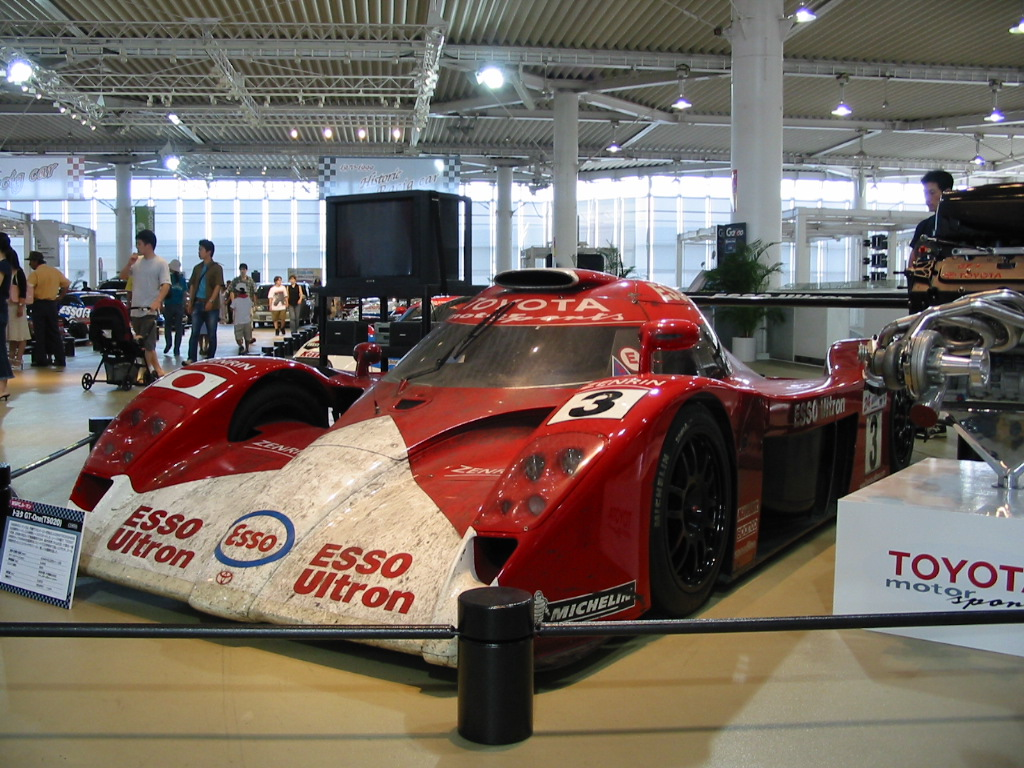
Toyota GT-One, який брав участь в 24 годинах Ле-Ману в 1998 та 1999 роках.

В 1957 році Toyota стала першим японським автовиробником, що з'явився на міжнародних перегонах, коли Toyopet Crown взяла участь у ралійних змаганнях Round Australia Trial. Коріння команди Формули-1 можна простежити до більш пізнього періоду в 1972 році, коли команда Andersson Motorsport під керівництвом шведа Уве Андерссона використовувала Toyota Celica 1600GT на ралі RAC у Великій Британії. Пізніше команда була перейменована в Toyota Team Europe, а потім, після купівлі Toyota в 1993 році, в Toyota Motorsport GmbH. Ралійна команда виграла чотири титули чемпіонату світу з ралі серед пілотів, особливо з Карлосом Сайнсом, а також три титули серед конструкторів. Наприкінці 1995 року FIA відсторонила команду від змагань на 12 місяців за використання заборонених запчастин, через що команда не змогла взяти участь у гонках наступного сезону (офіційні регіональні команди Toyota взяли участь на Celica GT-Four наступного сезону, але відсторонення означало, що вони не мали права на отримання очок конструктора). Toyota продовжувала вигравати ралі після свого повернення в 1997 році, але не змогла досягти такого ж рівня домінування.

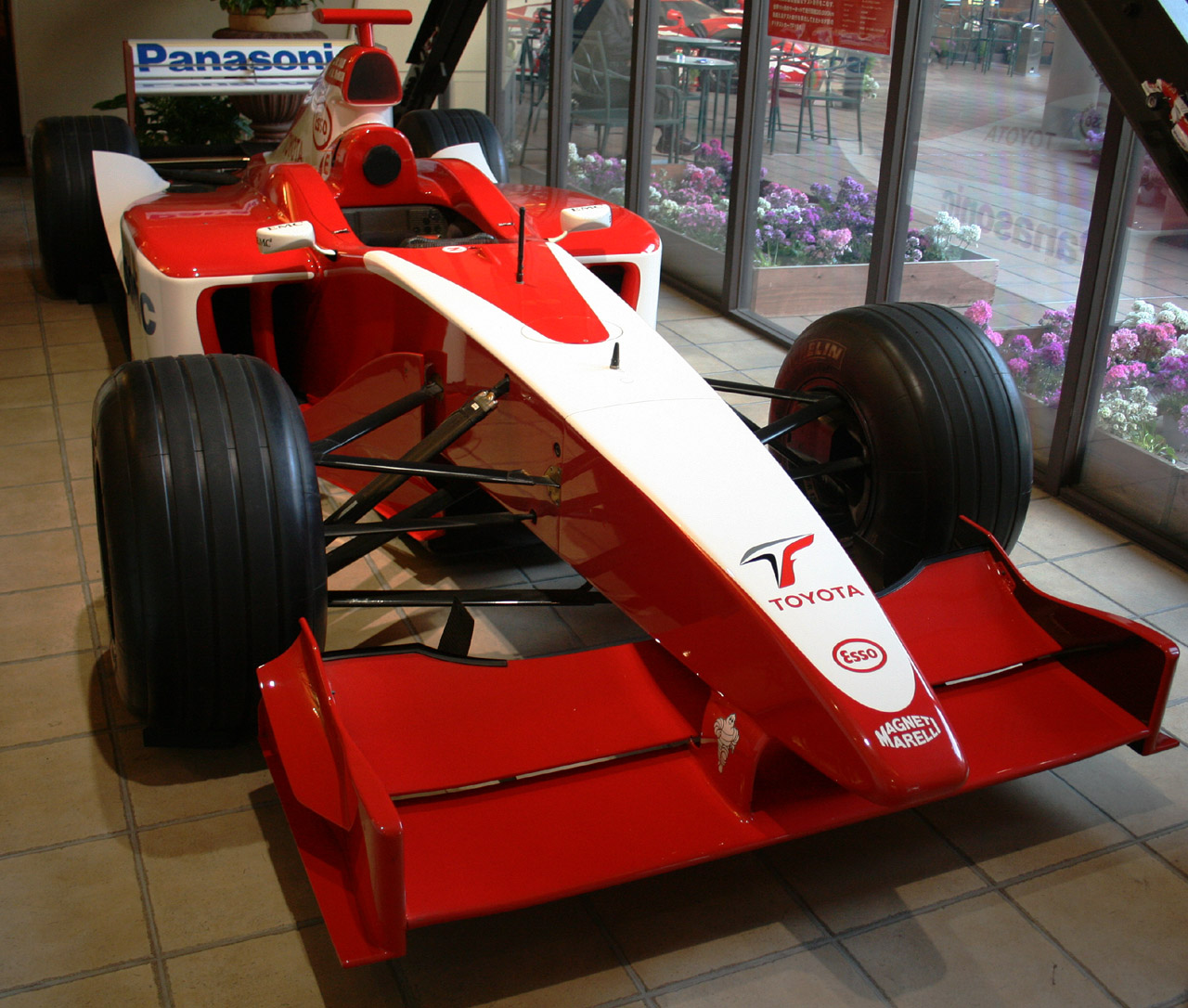
Перший тестовий болід Формули-1 Toyota TF101.

У 1997 році команда перейшла до участі в трекових перегонах з проєктом спортивного прототипу Toyota GT-One, двічі не зумівши виграти 24 години Ле-Мана. 21 січня 1999 Toyota оголосила про свій перехід в у Формулу-1. Компанія завершила свої програми в ралі та Ле-Мані, щоб зосередитися на Формулі-1. 30 червня 2000 року Toyota стала 12-ю командою на сезон Формули-1 2002 року. В компанії спочатку збиралися приєднатися до Формули-1 у 2001 році, але згодом відклали свій дебют на 12 місяців, втративши при цьому депозит у розмірі 11 мільйонів доларів. В Toyota вирішили створити власну заводську команду з нуля, замість співпраці зі спеціалізованою гоночною командою та виробником шасі. Команда також була створена далеко від традиційного виробничого центру Формули-1 у «Motorsport Valley» у Великій Британії. Протягом 2001 року Toyota проводила тести свого прототипа TF101 (AM01) разом з пілотами на 11 трасах Формули-1. Ідея полягала в тому, щоб отримати телеметричні дані для перегонів, які дозволили їм внести аеродинамічні зміни в TF102, а гонщики могли б звикнути до нових болідів. В ролі пілотів виступили фін Міка Сало, який знав японську мову, і шотландець Аллан Макніш, який виступав за кермом GT-One під час 24 годин Ле-Мана в 1999 році.

### 2002–2004: Перші роки

#### 2002

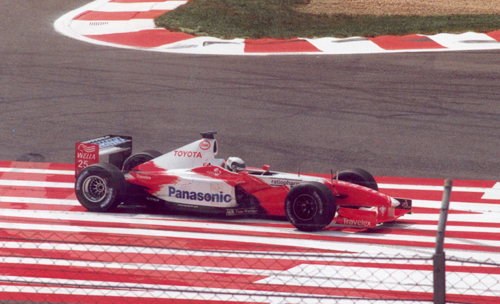
Аллан Макніш за керомом TF102 на Гран-прі Франції 2002 року.

Toyota дебютувала у Формулі-1 у 2002 році з Алланом Макнішем і Мікою Сало за кермом Toyota TF102, що був розроблений під керівництвом Ґустава Бруннера. Хоч команда мала один із найбільших бюджетів у Формулі-1, Toyota змогла заробити всього два очки за весь сезон. Перше очко набрали в першій гонці на Гран-прі Австралії, коли половина пелотона зійшла через аварію в першому повороті, спричинену зіткненням Ральфа Шумахера з Рубенсом Баррікелло. Команда могла набрати ще одне очко в наступній гонці на Гран-прі Малайзії, але Сало зазнав проблем з електронікою, а Макніш зіткнувся з проблемами під час останнього піт-стопу. Через це шотландець втратив позиції та фінішував сьомим, одразу позаду Феліпе Масси з Sauber. Гран-прі Бразилії, третя гонка сезону, принесла Toyota друге й останнє очко, яке знову заробив Сало. Макніш потрапив у серйозну аварію під час кваліфікації в фінальному раунді сезону на Гран-прі Японії та відмовився від участі в гонці за порадою лікаря. Ні Макнішу, ні Сало не запропонували місце на сезон 2003 року.

#### 2003
У сезоні 2003 року Toyota підписала контракт з бразильцем Крістіану да Маттою, який виграв американську серію CART у 2002 році на автомобілі з двигуном Toyota, і колишнім пілотом BAR Олів'є Панісом, щоб замінити колишніх гонщиків команди Сало та Макніша. Протягом сезону команді вдалося здобути декілька фінішів у заліковій зоні, але найкращим результатом стало лише п'яте місце Паніса на Гран-прі Німеччини.
Серед найяскравіших досягнень сезону — лідирування обома болідами під час Гран-прі Великої Британії, завдяки проведенню піт-стопів під час автомобіля безпеки, та третє місце Паніса в кваліфікації на Гран-прі США. Наприкінці сезону команда набрала шістнадцять очок, що стало значно кращим результатом у порівнянні з попереднім сезоном, але вони принесли команді лише восьме місце в Кубку конструкторів, випередивши команду Jordan та Minardi.

#### 2004

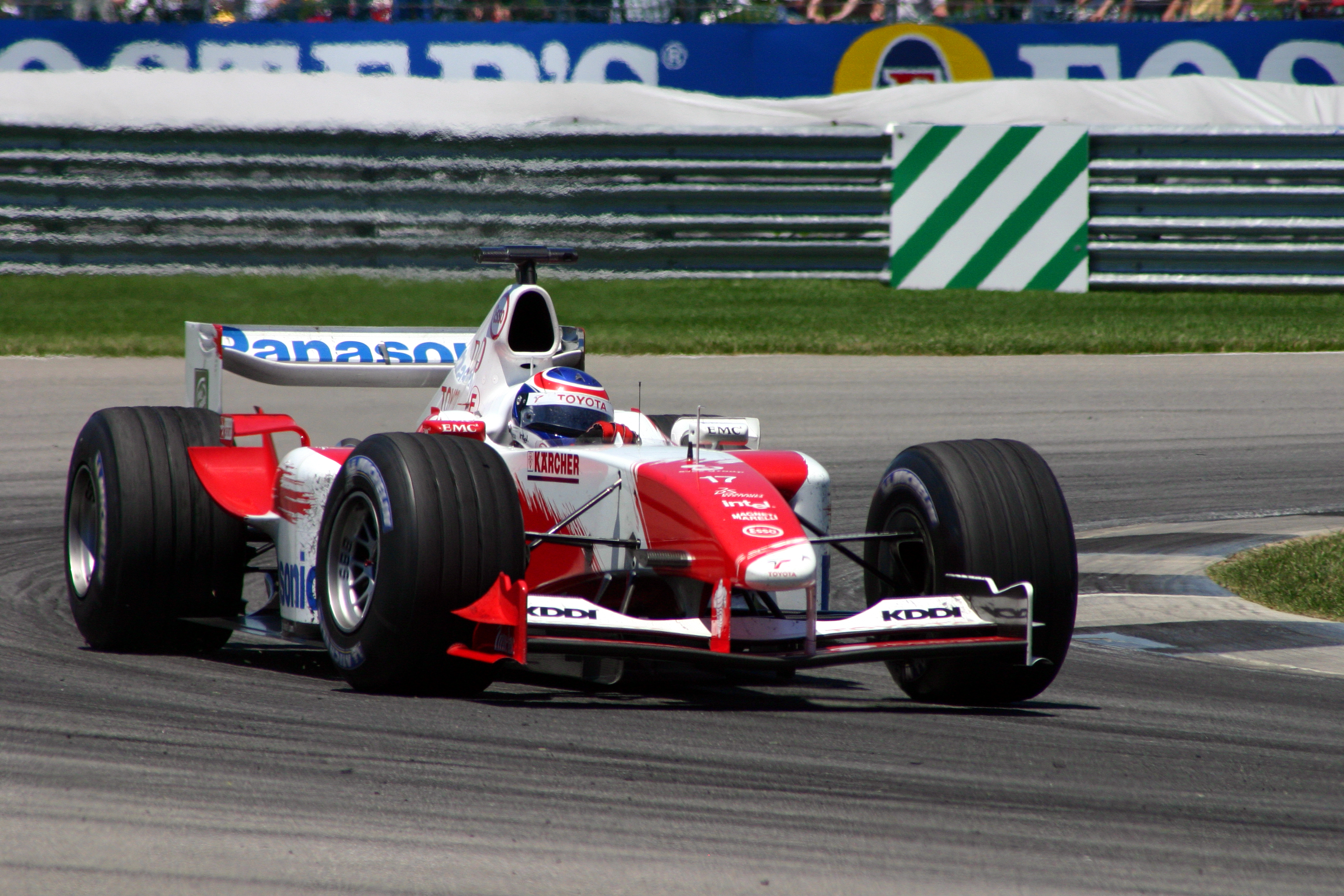
Олів'є Паніс за кермом TF104 на Гран-прі США 2004 року.

Toyota зберегла свій склад пілотів на 2004 рік, але сезон виявився складним для команди. Обидві Toyota, разом з болідами Williams, були дискваліфіковані з Гран-прі Канади за використання деталей, що не відповідали технічному регламенту. Крістіану да Матта, через невдалі результати, залишив команду після Гран-прі Німеччини, і його замінив інший бразилець Рікарду Зонта, який до цього виступав у ролі третього пілота команди. Зонта взяв участь в наступних чотирьох раундах, перш ніж його замінив італієць Ярно Труллі, який покинув заводську команду Renault. Тим часом Паніс оголосив про завершення гоночної кар'єри, а згодом також відмовився від участі в фінальному Гран-прі Бразилії, щоб дозволити Зонті, який поступився своїм місцем Труллі, взяти участь у його домашній гонці. Ні Труллі, ні Зонта не набрали очок для команди в обох гонках наприкінці сезону, хоча Труллі зумів кваліфікуватися в першій десятці в обох Гран-прі. На початку року Toyota залучила колишнього дизайнера Jordan та Renault Майка Гаскойна для нагляду над розробкою боліда, що згодом отримав значні оновлення протягом сезону. Команда набрала трохи більше половини очок, набраних у 2003 році, але повторила свій найкращий результат в гонці завдяки п'ятому місцю Паніса на Гран-прі США, та зберегла своє восьме місце в Кубку конструкторів.

#### Промислове шпигунство
У 2004 році Toyota також була звинувачена в промисловому шпигунстві у справі про викрадення даних у Ferrari. Цього сезону багато шанувальників Формули-1 коментували схожість Toyota TF104 з Ferrari F2003-GA. Окружний прокурор Кельна, де базувалася команда Формули-1 Toyota, очолив розслідування, заявивши, що «Це величезна кількість матеріалу. Нам знадобиться понад 10 тисяч сторінок, щоб надрукувати все», коментуючи велику кількість документів, що створюються під час розробки будь-якого сучасного боліда Формули-1. Toyota відмовилася надіслати дані назад до Італії, оскільки вони не хотіли, щоб Ferrari скористалася напрацюваннями Toyota, які були перемішані разом з даними Ferrari.

### 2005–2006: Успіх та падіння

#### 2005

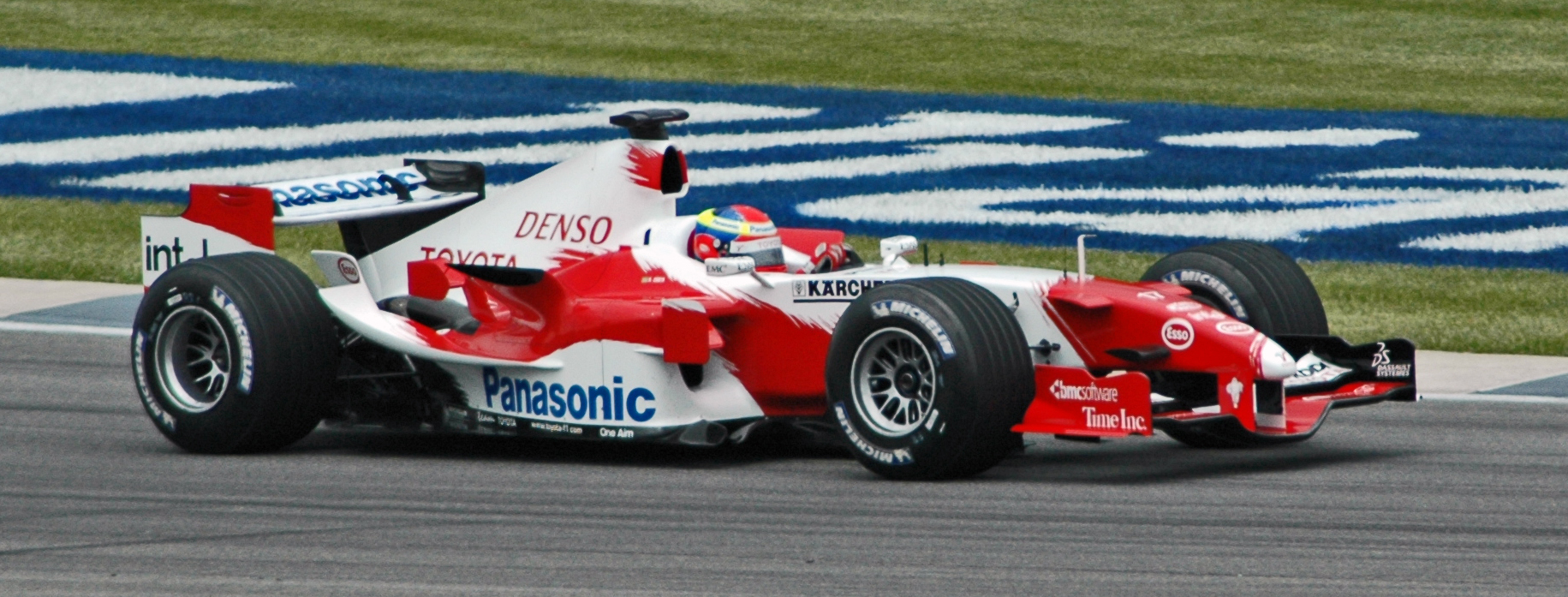
Рікарду Зонта, який замінив травмованого Ральфа Шумахера, за кермом TF105 на Гран-прі США 2005 року.

В сезоні 2005 року Ярно Труллі залишився з командою, а місце Рікарду Зонти зайняв переможець Гран-прі Ральф Шумахер з Williams. Під час презентації своєї машини 2005 року TF105 Шумахер сказав, що у нього більше шансів виграти титул з Toyota, ніж з Williams. Цього року Toyota також вперше стала постачальником двигунів для іншої команди, якою в цьому році стала Jordan. Toyota добре розпочала сезон: Ярно Труллі кваліфікувався другим на першому етапі в Австралії та фінішував другим у наступних двох гонках у Малайзії та Бахрейні. Після цього результати трохи погіршилися: Труллі здобув свій єдиний подіум, посівши третє місце в Іспанії, тоді як Ральф Шумахер фінішував третім в Угорщині та Китаї, а також здобув поул на Гран-прі Японії. А проте сезон 2005 року став для Toyota найуспішнішим у Формулі-1, оскільки вони здобули очки в усіх гонках, крім першої та суперечливого Гран-прі США, де Труллі здобув поул, але, як і всі пілоти, що використовували шини Michelin, відмовився від старту перед початком гонки. Команда зайняла четверте місце в Кубку конструкторів, набравши 88 очок.

#### 2006

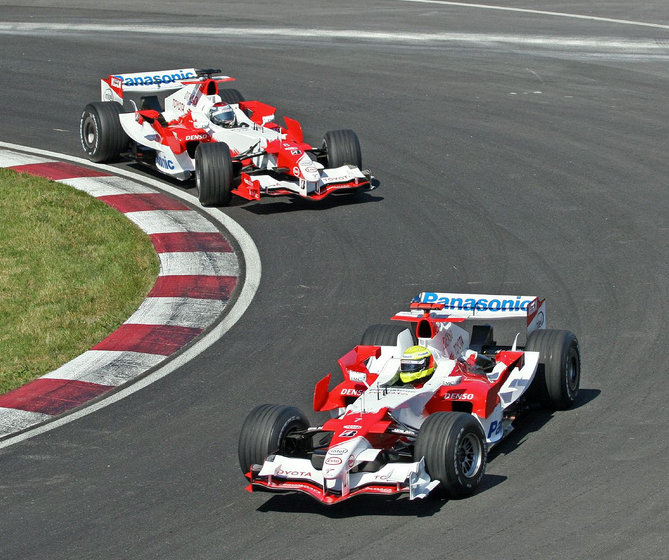
Ральф Шумахер попереду Ярно Труллі за кермом TF106 на Гран-прі Канади 2006 року.

У 2006 році Toyota зберегла той самий склад пілотів, але перейшла на шини Bridgestone. Команда стала першою, хто представив свій новий болід, і цей крок мав на меті дати їм перевагу над суперниками, але результати під час передсезонних тестів виявились посередніми. Третє місце Ральфа Шумахера в Австралії стало єдиним подіумом для Toyota у 2006 році. Після цього їхніми найкращими результатами в гонках стали четверті місця у Франції з Шумахером, а також в США, де Труллі стартував із піт-лейну та пробився на четверте місце, випередивши чемпіона Фернандо Алонсо з Renault. Труллі наблизився до ще одного подіуму в Монако, але зійшов через проблеми з гідравлікою на пізніх етапах гонки. На домашньому для команди Гран-прі Японії Труллі та Шумахер фінішували шостим та сьомим відповідно, що стало єдиним подвійним фінішем в очках за сезон. На фінальному Гран-прі Бразилії обидва автомобілі Toyota зійшли на перших колах через проблеми з підвіскою. Всупереч цим невдачам команда показала свій другий за результативністю сезон на той момент, набравши 35 очок і фінішувавши на шостому місці, на одне очко відставши від BMW Sauber.
Toyota здивувала спільноту Формули-1, звільнивши Майка Гаскойна зі свого технічного відділу після гонки в Мельбурні, особливо через те, що англієць посприяв підвищенню їхньої конкурентоспроможності протягом 2005 року. Однак погані показники TF106 у перших двох гонках сезону, особливо в Бахрейні, де команда фінішувала на подіумі 12 місяців тому, викликали розбіжності щодо технічного напрямку команди. Гаскойну не сподобався корпоративний спосіб роботи керівництва команди, тоді як керівництво команди розчарували результати TF106, який спроєктував Гаскойн, і його в підсумку звільнили. Toyota знадобився деякий час, щоб замінити технічного директора, врешті-решт підвищивши на цю роль Паскаля Васселона, заявивши, що технічний відділ, яким керує одна людина, стає старомодним.

### 2007–2009: Останні сезони

#### 2007

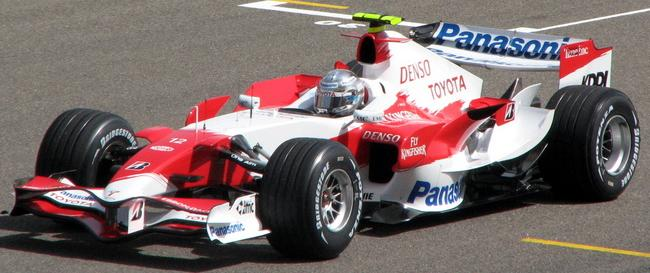
Ярно Труллі за кермом TF107 на Гран-прі Бахрейну 2007 року.

Труллі та Шумахер продовжили виступати за Toyota в 2007 році. Toyota TF107 був офіційно представлений 12 січня 2007 року в Кельні, Німеччина. Toyota розпочала свою зимову програму тестів у Валенсії 29 січня 2007 року. Постачання клієнтських двигунів Toyota перевели з команди Midland до британських багаторазових чемпіонів Williams, які, за їхніми власними стандартами, показали недостатні результати з двигунами Cosworth протягом 2006 року.
Ральф Шумахер набрав перше очко для Toyota у сезоні, посівши восьме місце в першому Гран-прі року в Мельбурні. Ярно Труллі набрав по два очки в кожній із наступних двох гонок, фінішувавши сьомим як у Малайзії, так і в Бахрейні. Для Шумахера обидві гонки видались не легкими і він не зумів набрати жодних очок. Під час чотиритижневої перерви, яка послідувала за третім раундом, Toyota провела тести на трасі Каталунья, після яких команда заявила про покращення боліда завдяки оновленням. Президент команди Джон Говетт розповів, що Toyota намагатиметься наздогнати BMW Sauber, яка посідала третє місце в заліку конструкторів на той момент. Однак у наступних двох гонках команда не змогла набрати жодних очок.
На Гран-прі Канади команда змогла повернутися в залікову зону. Ральф Шумахер набрав одне очко, фінішувавши восьмим, а на наступній події в Індіанаполісі Труллі фінішував на шостому місці. Для Шумахера Гран-прі США завершилося в першому повороті після зіткнення з Девідом Култгардом і Рубенсом Баррікелло. Через серію інцидентів команда не змогла набрати жодного очка до Гран-прі Угорщини. В Будапешті Шумахер набрав три очки після того, як кваліфікувався на п'ятому місці та фінішував шостим. 1 жовтня Шумахер оголосив, що він покине Toyota наприкінці сезону 2007 року «для пошуку нових викликів», оскільки йому не запропонували новий контракт.
Toyota завершила рік восьмим місцем Ярно Труллі на Інтерлагусі. Загалом вони набрали 13 очок, що стало найгіршим результатом команди з 2004 року. В команді визнали, що вони не виконали своїх передсезонних обіцянок, і пообіцяли створити зовсім іншу машину на 2008 рік.

#### 2008

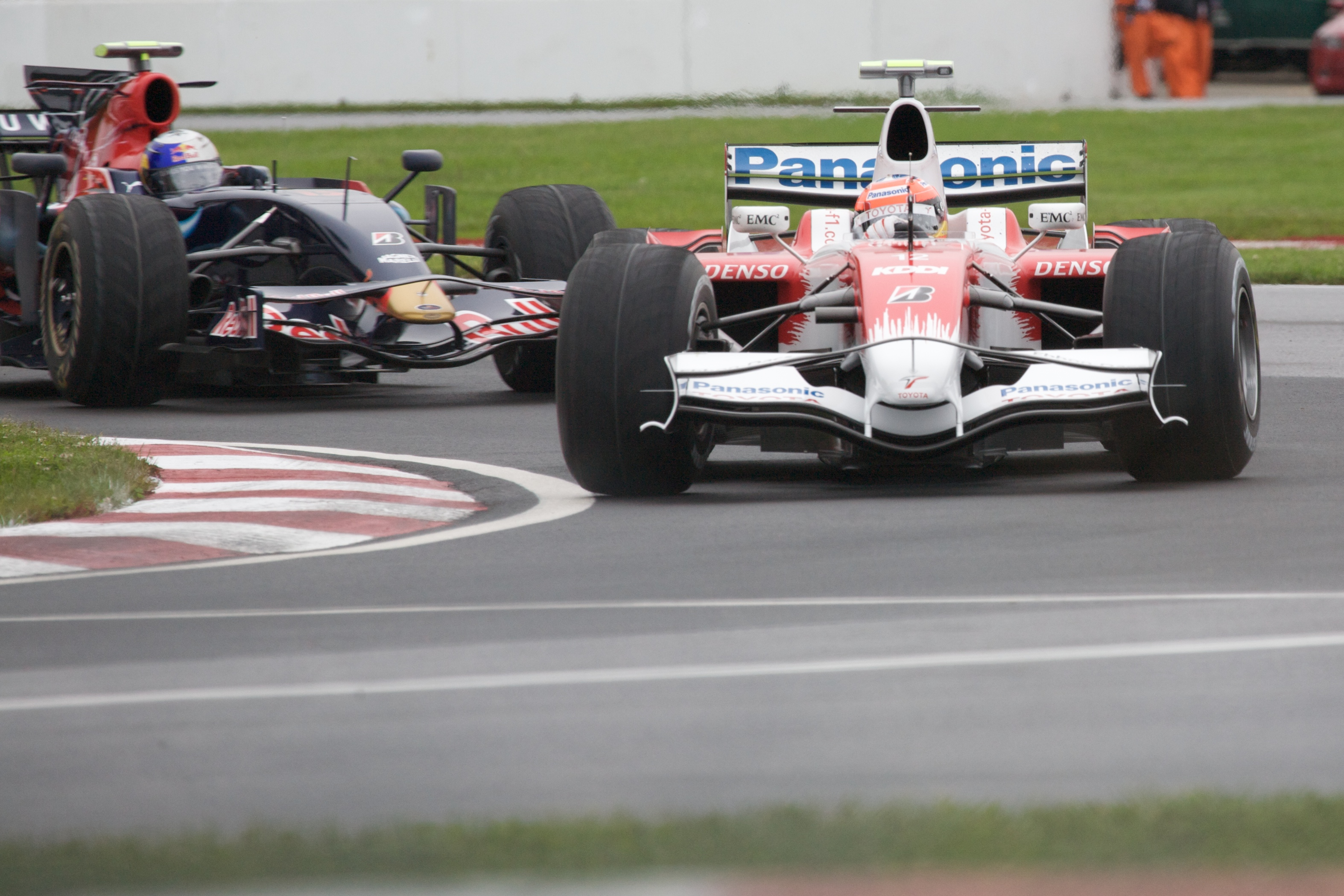
Тімо Глок за кермом TF108 на Гран-прі Канади 2008 року.

Toyota залишила Ярно Труллі на сезон 2008 року та замінила Ральфа Шумахера на чинного на той момент чемпіона GP2 Тімо Глока. Нова машина команди, Toyota TF108, була представлена 10 січня 2008 року. Перші очки команда здобула в Сепанзі, де Ярно Труллі кваліфікувався п'ятим (хоча його згодом підвищили до третього після того, як пілоти команди McLaren отримали штрафи) і закінчив гонку на четвертому місці. Труллі здобув очки також у наступних двох раундах. Він посів шосте місце в Бахрейні, а потім восьме в Іспанії після неприємностей наприкінці гонки. Після сходів у перших двох раундах та декількох фінішів за межами очок, Тімо Глок зумів вибороти четверте місце та п'ять очок для Toyota у Монреалі, на додаток до трьох очок Труллі, які підняли Toyota до п'ятого місця в заліку конструкторів. Обидва пілоти також змогли провисти по декілька кіл лідерства в гонці. Більше очок послідувало у Франції, де Труллі вдалося втримати Гейккі Ковалайнена на пізніх етапах гонки, щоб здобути третє місце. Це стало першим подіумом Toyota за останні два роки. Труллі присвятив цей подіум колишньому керівникові команди Уве Андерссону, який загинув в автомобільній аварії за тиждень до гонки. Труллі набрав очки на Гран-прі Великої Британії, але попри високі позиції протягом більшої частини гонки в Німеччині жоден пілот не зміг набрати очок. У Глока зламалася задня підвіска, що спричинило вражаючу аварію, а Труллі зробив помилку та поступився восьмим місцем Себастьяну Феттелю на завершальних колах гонки. Команда здобула значно кращий результат в Угорщині, де Глок провів хорошу кваліфікацію, яка зрештою призвела до другого місця в гонці, що стало для нього першим подіумом у Формулі-1 та другим подіумом для Toyota у сезоні. На наступній гонці у Валенсії Ярно Труллі зміг зайняти п'яте місце, а його товариш по команді Глок пробився до сьомого. Цей результат допоміг Toyota випередити Renault на десять очок в заліку конструкторів.
На наступній гонці в Бельгії Труллі зазнав труднощів і зміг фінішувати лише шістнадцятим, оскільки його коробка передач була пошкоджена під час зіткнення з Toro Rosso Себастьєна Бурде на першому колі. Тімо Глок не претендував на потрапляння в очки так само, як і Труллі, поки за кілька кіл до кінця гонки не пішов дощ. Глок перейшов на дощові шини і зміг піднятися на восьме місце. Однак після гонки Глок був оштрафований на 25 секунд за те, що він випередив Марка Веббера під жовтими прапорами на останньому колі гонки. Штраф відкинув Глока на дев'яте місце.
Наступна гонка відбулась в Італії, де команда показала обнадійливий результат в кваліфікації – Труллі показав сьомий найкращий час, а Глок дев'ятий. Однак вони змогли фінішувати лише одинадцятим та тринадцятим відповідно. У Сінгапурі Toyota знову добре провела кваліфікацію, Глок кваліфікувався восьмим, а Труллі одинадцятим. В гонці Труллі зійшов на п'ятдесятому колі через проблеми з гідравлікою, а Глок зумів пробитися на четверте місце. На Гран-прі Японії Глок зійшов на сьомому колі через механічну несправність, потрапивши на уламки після аварії Девіда Култгарда. В той же час Ярно Труллі зумів провести гарну гонку, фінішувавши п'ятим. На Гран-прі Китаю Труллі знову потрапив в інцидент із Себастьєном Бурде на першому колі, але цього разу був змушений зійти з гонки. Тим часом Глок продовжив показувати свою сильну форму наприкінці сезону, набравши два очки за сьоме місце.
Тим часом у драматичному Гран-прі Бразилії Toyota стала єдиною командою, що залишилась на сухих шинах під час дощу на завершальній стадії гонки, і це стало важливим фактором у вирішенні долі титулу чемпіона світу. Труллі кваліфікувався другим, але на фініші він і Глок змогли фінішувати лише восьмим та шостим відповідно. На останньому колі Глок поступився важливим п’ятим місцем Льюїсу Гамільтону, чого було достатньо для гонщика McLaren, щоб випередити на одне очко в боротьбі за титул Феліпе Массу, місцевого пілота і переможця гонки. Після цього Глок спростував чутки про те, що він навмисно пропустив Гамільтона, посилаючись на те, що йому було важко утримувати болід на мокрій трасі і він абсолютно нічого не міг зробити.
Toyota завершила 2008 рік із 56 очками, що стало значним прогресом у порівнянні з провальним результатом 2007 року. В заліку конструкторів команда посіла п'яте місце, піднявшись на одне місце в порівнянні з минулим сезоном.

#### 2009

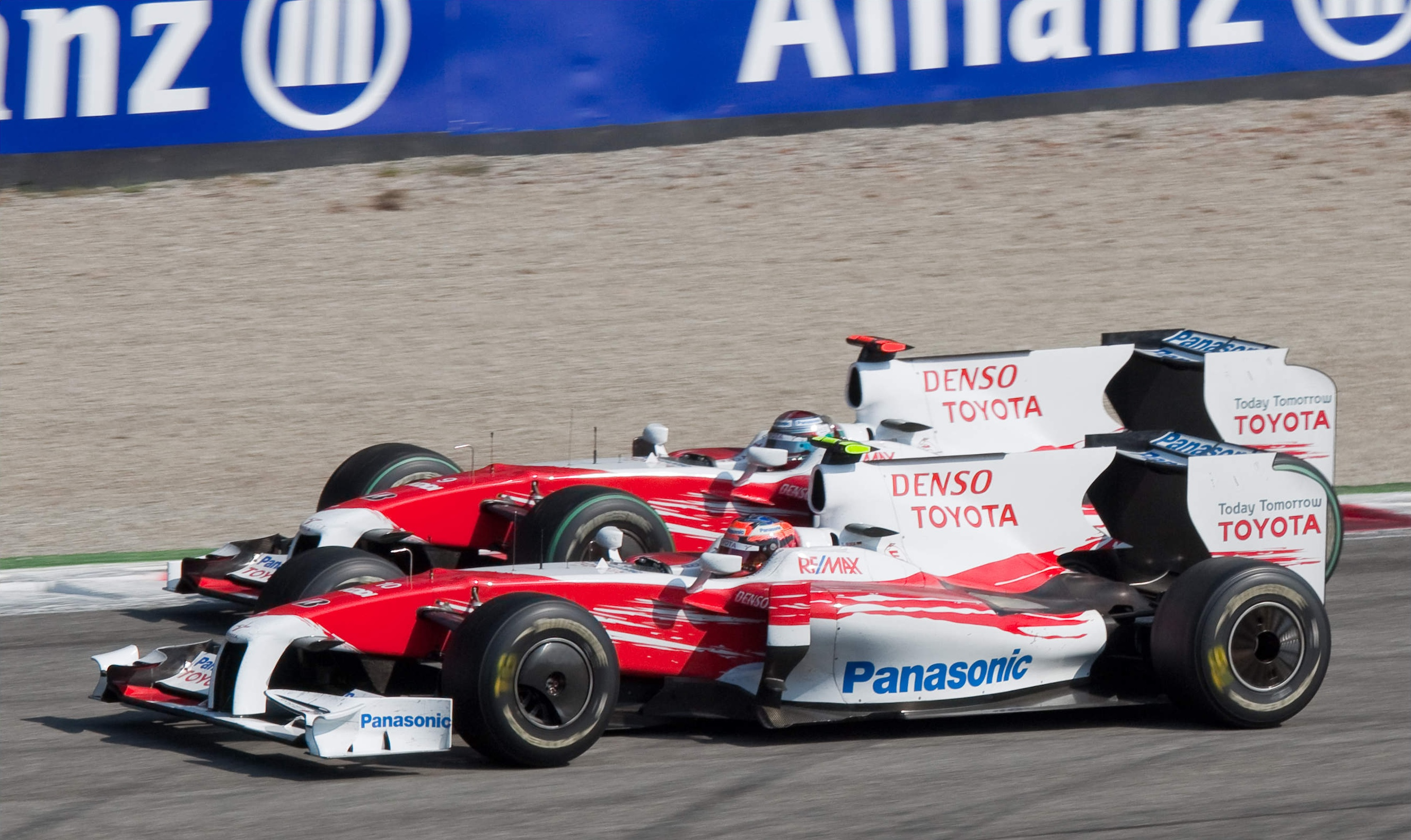
Тімо Глок попереду Ярно Труллі за кермом TF109 на Гран-прі Італії 2009 року.

Toyota зберегла Глока і Труллі на 2009 рік і представила новий автомобіль TF109 15 січня 2009 року. Команда розпочала сезон надзвичайно добре, здобувши очки у перших чотирьох гонках, включно з трьома подіумами та поул-позицією в Бахрейні. Така рання форма була частково пов’язана з лазівкою в новому технічному регламенті, оскільки Toyota була однією з трьох команд, які розпочали сезон із «подвійним дифузором». Однак результати погіршились під час європейського етапу сезону, перш ніж команда повернулася в боротьбу в фінальній частині чемпіонату. У наступних дев'яти гонках пілоти Toyota не здобули жодного подіуму та фінішували в очках лише п'ять разів, а в заліку конструкторів їх випередили Ferrari та McLaren. Покращення боліда допомогло Toyota завоювати ще два подіуми в Сінгапурі та Японії і забезпечити команді п’яте місце в Кубку конструкторів. Під час кваліфікації до Гран-прі Японії Глок травмувався в аварії, і в останніх двох гонках сезону його замінив тестовий і резервний пілот команди Камуї Кобаясі.

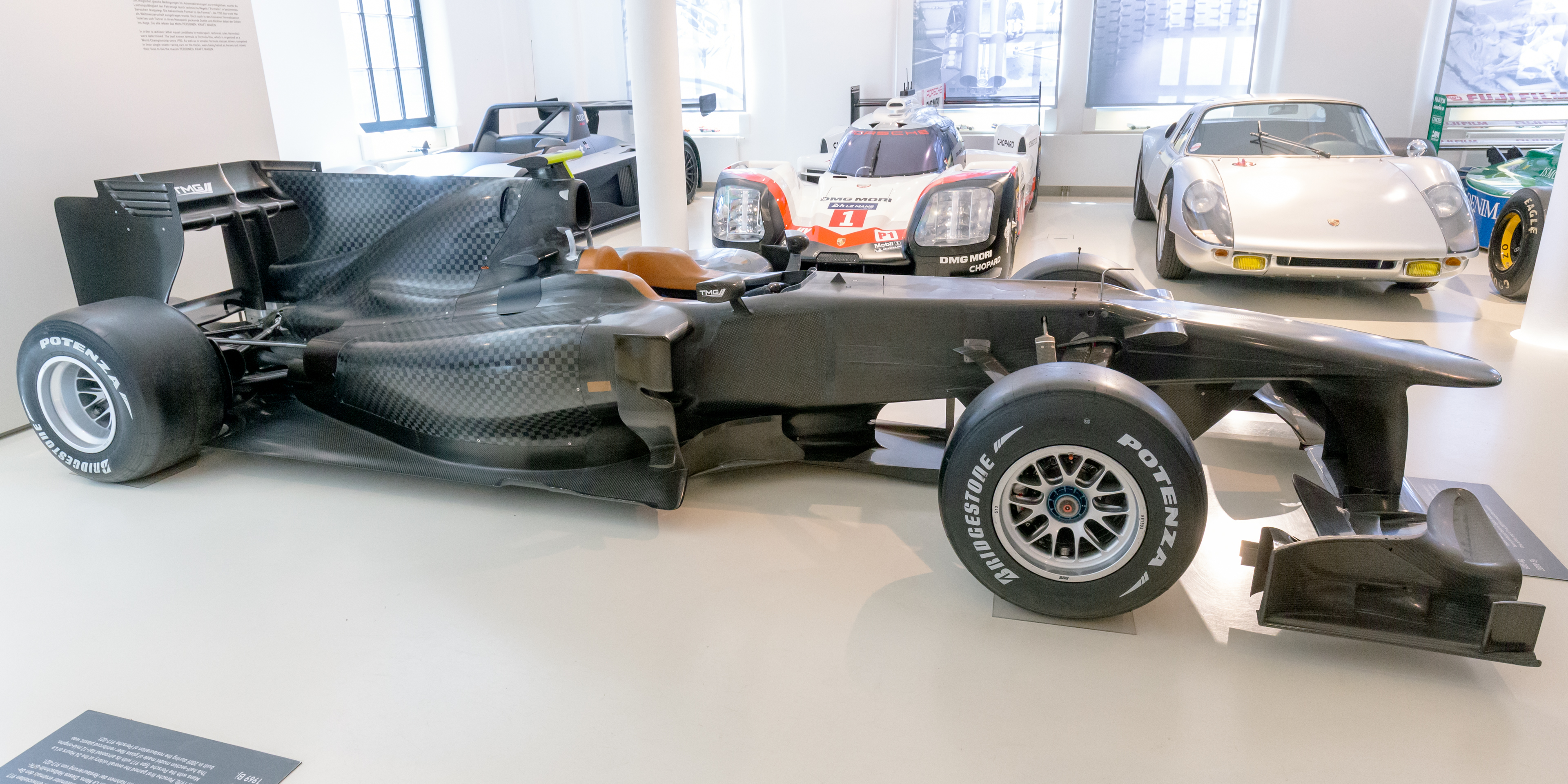
Toyota TF110 в Automuseum PROTOTYP у Гамбурзі, Німеччина

Через перші фінансові втрати материнської компанії в 2009 році Toyota вирішила вийти з Формули-1 з негайним набранням чинності 4 листопада 2009 року. Автомобіль Toyota 2010 року був майже повністю розроблений та підготовлено два прототипи шасі TF110. Toyota досягла домовленості про те, що команда Stefan Grand Prix, яка намагалася взяти участь у сезоні 2010 року, візьме шасі та двигуни Toyota. Stefan Grand Prix також орендувала приватне офісне приміщення в Toyota Motorsport GmbH, але команда не отримала дозвіл на участь та втратила підтримку Toyota. Команда HRT, що переживала труднощі, намагалася придбати шасі, щоб замінити невдале шасі Dallara, але угода так і не була завершена. Постачальник шин Pirelli висловив зацікавленість у використанні Toyota TF110 для випробування своїх шин Формули-1 перед їх поверненням у спорт у 2011 році, але натомість вирішив використовувати перевірену в перегонах TF109. Перше шасі TF110-01 було пофарбоване в червоний колір для Stefan GP і протестовано Кадзукі Накадзімою на автостоянці штаб-квартири Toyota Motorsports. Це ж шасі також використовував бос Toyota F1 Джон Гоулетт, але, як повідомляється, він врізався у стіну заводу під час заїзду, організованого на честь його відходу з компанії. Друге шасі TF110-02 залишилося у нефарбованому карбоновому вигляді й наразі виставлено в Automuseum PROTOTYP у Гамбурзі, Німеччина. До цього дня багато хто міркує про те, як Toyota виступила б у 2010 році. Багато хто в галузі вважає, що TF110 з вдосконаленою аеродинамікою міг стати важливим кроком вперед для Toyota.
Місце Toyota у 2010 році зайняла команда Sauber, яка виступала під ім'ям BMW Sauber, попри вихід BMW з Формули-1 та повернення команди до двигунів Ferrari.

## Результати виступів у Формулі-1

### Як конструктор
| Рік      | Шасі         | Двигун         | Шини | Пілот              | 1    | 2    | 3    | 4    | 5    | 6    | 7    | 8    | 9    | 10   | 11   | 12   | 13   | 14   | 15   | 16   | 17   | 18   | 19  | Очки | Місце |
| -------- | ------------ | -------------- | ---- | ------------------ | ---- | ---- | ---- | ---- | ---- | ---- | ---- | ---- | ---- | ---- | ---- | ---- | ---- | ---- | ---- | ---- | ---- | ---- | --- | ---- | ----- |
| 2002     | TF102        | RVX-02 3.0 V10 | M    |                    | АВС  | МАЛ  | БРА  | СМР  | ІСП  | АВТ  | МОН  | КАН  | ЄВР  | ВЕЛ  | ФРА  | НІМ  | УГО  | БЕЛ  | ІТА  | США  | ЯПО  |      |     | 2    | 10    |
| 2002     | TF102        | RVX-02 3.0 V10 | M    | Міка Сало          | 6    | 12   | 6    | Схід | 9    | 8    | Схід | Схід | Схід | Схід | Схід | 9    | 15   | 7    | 11   | 14   | 8    |      |     | 2    | 10    |
| 2002     | TF102        | RVX-02 3.0 V10 | M    | Аллан Макніш       | Схід | 7    | Схід | Схід | 8    | 9    | Схід | Схід | 14   | Схід | 11†  | Схід | 14   | 9    | Схід | 15   | НС   |      |     | 2    | 10    |
| 2003     | TF103        | RVX-03 3.0 V10 | M    |                    | АВС  | МАЛ  | БРА  | СМР  | ІСП  | АВТ  | МОН  | КАН  | ЄВР  | ФРА  | ВЕЛ  | НІМ  | УГО  | ІТА  | США  | ЯПО  |      |      |     | 16   | 8     |
| 2003     | TF103        | RVX-03 3.0 V10 | M    | Олів'є Паніс       | Схід | Схід | Схід | 9    | Схід | Схід | 13   | 8    | Схід | 8    | 11   | 5    | Схід | Схід | Схід | 10   |      |      |     | 16   | 8     |
| 2003     | TF103        | RVX-03 3.0 V10 | M    | Крістіану да Матта | Схід | 11   | 10   | 12   | 6    | 10   | 9    | 11†  | Схід | 11   | 7    | 6    | 11   | Схід | 9    | 7    |      |      |     | 16   | 8     |
| 2004     | TF104 TF104B | RVX-04 3.0 V10 | M    |                    | АВС  | МАЛ  | БАХ  | СМР  | ІСП  | МОН  | ЄВР  | КАН  | США  | ФРА  | ВЕЛ  | НІМ  | УГО  | БЕЛ  | ІТА  | КИТ  | ЯПО  | БРА  |     | 9    | 8     |
| 2004     | TF104 TF104B | RVX-04 3.0 V10 | M    | Крістіану да Матта | 12   | 9    | 10   | Схід | 13   | 6    | Схід | ДСК  | Схід | 14   | 13   | Схід |      |      |      |      |      |      |     | 9    | 8     |
| 2004     | TF104 TF104B | RVX-04 3.0 V10 | M    | Рікарду Зонта      |      |      |      |      |      |      |      |      |      |      |      |      | Схід | 10†  | 11   | Схід |      | 13   |     | 9    | 8     |
| 2004     | TF104 TF104B | RVX-04 3.0 V10 | M    | Ярно Труллі        |      |      |      |      |      |      |      |      |      |      |      |      |      |      |      |      | 11   | 12   |     | 9    | 8     |
| 2004     | TF104 TF104B | RVX-04 3.0 V10 | M    | Олів'є Паніс       | 13   | 12   | 9    | 11   | Схід | 8    | 11   | ДСК  | 5    | 15   | Схід | 14   | 11   | 8    | Схід | 14   | 14   |      |     | 9    | 8     |
| 2005     | TF105 TF105B | RVX-05 3.0 V10 | M    |                    | АВС  | МАЛ  | БАХ  | СМР  | ІСП  | МОН  | ЄВР  | КАН  | США  | ФРА  | ВЕЛ  | НІМ  | УГО  | ТУР  | ІТА  | БЕЛ  | БРА  | ЯПО  | КИТ | 88   | 4     |
| 2005     | TF105 TF105B | RVX-05 3.0 V10 | M    | Ярно Труллі        | 9    | 2    | 2    | 5    | 3    | 10   | 8    | Схід | НС   | 5    | 9    | 14†  | 4    | 6    | 5    | Схід | 13†  | Схід | 15  | 88   | 4     |
| 2005     | TF105 TF105B | RVX-05 3.0 V10 | M    | Ральф Шумахер      | 12   | 5    | 4    | 9    | 4    | 6    | Схід | 6    | Від  | 7    | 8    | 6    | 3    | 12   | 6    | 7    | 8    | 8    | 3   | 88   | 4     |
| 2005     | TF105 TF105B | RVX-05 3.0 V10 | M    | Рікарду Зонта      |      |      |      |      |      |      |      |      | НС   |      |      |      |      |      |      |      |      |      |     | 88   | 4     |
| 2006     | TF106 TF106B | RVX-06 2.4 V8  | B    |                    | БАХ  | МАЛ  | АВС  | СМР  | ЄВР  | ІСП  | МОН  | ВЕЛ  | КАН  | США  | ФРА  | НІМ  | УГО  | ТУР  | ІТА  | КИТ  | ЯПО  | БРА  |     | 35   | 6     |
| 2006     | TF106 TF106B | RVX-06 2.4 V8  | B    | Ральф Шумахер      | 14   | 8    | 3    | 9    | Схід | Схід | 8    | Схід | Схід | Схід | 4    | 9    | 6    | 7    | 15   | Схід | 7    | Схід |     | 35   | 6     |
| 2006     | TF106 TF106B | RVX-06 2.4 V8  | B    | Ярно Труллі        | 16   | 9    | Схід | Схід | 9    | 10   | 17†  | 11   | 6    | 4    | Схід | 7    | 12†  | 9    | 7    | Схід | 6    | Схід |     | 35   | 6     |
| 2007     | TF107        | RVX-07 2.4 V8  | B    |                    | АВС  | МАЛ  | БАХ  | ІСП  | МОН  | КАН  | США  | ФРА  | ВЕЛ  | ЄВР  | УГО  | ТУР  | ІТА  | БЕЛ  | ЯПО  | КИТ  | БРА  |      |     | 13   | 6     |
| 2007     | TF107        | RVX-07 2.4 V8  | B    | Ральф Шумахер      | 8    | 15   | 12   | Схід | 16   | 8    | Схід | 10   | Схід | Схід | 6    | 12   | 15   | 10   | Схід | Схід | 11   |      |     | 13   | 6     |
| 2007     | TF107        | RVX-07 2.4 V8  | B    | Ярно Труллі        | 9    | 7    | 7    | Схід | 15   | Схід | 6    | Схід | Схід | 13   | 10   | 16   | 11   | 11   | 13   | 13   | 8    |      |     | 13   | 6     |
| 2008     | TF108        | RVX-08 2.4 V8  | B    |                    | АВС  | МАЛ  | БАХ  | ІСП  | ТУР  | МОН  | КАН  | ФРА  | ВЕЛ  | НІМ  | УГО  | ЄВР  | БЕЛ  | ІТА  | СІН  | ЯПО  | КИТ  | БРА  |     | 56   | 5     |
| 2008     | TF108        | RVX-08 2.4 V8  | B    | Ярно Труллі        | Схід | 4    | 6    | 8    | 10   | 13   | 6    | 3    | 7    | 9    | 7    | 5    | 16   | 13   | Схід | 5    | Схід | 8    |     | 56   | 5     |
| 2008     | TF108        | RVX-08 2.4 V8  | B    | Тімо Ґлок          | Схід | Схід | 9    | 11   | 13   | 12   | 4    | 11   | 12   | Схід | 2    | 7    | 9    | 11   | 4    | Схід | 7    | 6    |     | 56   | 5     |
| 2009     | TF109        | RVX-09 2.4 V8  | B    |                    | АВС  | МАЛ  | КИТ  | БАХ  | ІСП  | МОН  | ТУР  | ВЕЛ  | НІМ  | УГО  | ЄВР  | БЕЛ  | ІТА  | СІН  | ЯПО  | БРА  | АБУ  |      |     | 59.5 | 5     |
| 2009     | TF109        | RVX-09 2.4 V8  | B    | Ярно Труллі        | 3    | 4‡   | Схід | 3    | Схід | 13   | 4    | 7    | 17   | 8    | 13   | Схід | 14   | 12   | 2    | Схід | 7    |      |     | 59.5 | 5     |
| 2009     | TF109        | RVX-09 2.4 V8  | B    | Тімо Ґлок          | 4    | 3‡   | 7    | 7    | 10   | 10   | 8    | 9    | 9    | 6    | 14   | 10   | 11   | 2    | НС   |      |      |      |     | 59.5 | 5     |
| 2009     | TF109        | RVX-09 2.4 V8  | B    | Камуї Кобаясі      |      |      |      |      |      |      |      |      |      |      |      |      |      |      |      | 9    | 6    |      |     | 59.5 | 5     |
| Джерело: |              |                |      |                    |      |      |      |      |      |      |      |      |      |      |      |      |      |      |      |      |      |      |     |      |       |

Примітки
- † – Пілоти, що не фінішували на Гран-прі, але були класифіковані, оскільки подолали понад 90 % дистанції.
- ‡ – Зараховано половину очок через те, що перегони склали менше 75 % запланованої дистанції.

### Як постачальник двигунів
| Рік      | Команда                             | Шасі | Двигун         | Шини | Пілот             | 1    | 2    | 3    | 4    | 5    | 6    | 7    | 8    | 9    | 10   | 11   | 12  | 13  | 14   | 15   | 16   | 17   | 18  | 19   | Очки | Місце |
| -------- | ----------------------------------- | ---- | -------------- | ---- | ----------------- | ---- | ---- | ---- | ---- | ---- | ---- | ---- | ---- | ---- | ---- | ---- | --- | --- | ---- | ---- | ---- | ---- | --- | ---- | ---- | ----- |
| 2005     | Jordan Grand Prix                   | EJ15 | RVX-05 3.0 V10 | B    |                   | АВС  | МАЛ  | БАХ  | СМР  | ІСП  | МОН  | ЄВР  | КАН  | США  | ФРА  | ВЕЛ  | НІМ | УГО | ТУР  | ІТА  | БЕЛ  | БРА  | ЯПО | КИТ  | 12   | 9     |
| 2005     | Jordan Grand Prix                   | EJ15 | RVX-05 3.0 V10 | B    | Тьягу Монтейру    | 16   | 12   | 10   | 13   | 12   | 13   | 15   | 10   | 3    | 13   | 17   | 17  | 13  | 15   | 17   | 8    | Схід | 13  | 11   | 12   | 9     |
| 2005     | Jordan Grand Prix                   | EJ15 | RVX-05 3.0 V10 | B    | Нараїн Картікеян  | 15   | 11   | Схід | 12   | 13   | Схід | 16   | Схід | 4    | 15   | Схід | 16  | 12  | 14   | 20   | 11   | 15   | 15  | Схід | 12   | 9     |
| 2006     | Midland F1 Racing Spyker MF1 Racing | M16  | RVX-06 2.4 V8  | B    |                   | БАХ  | МАЛ  | АВС  | СМР  | ЄВР  | ІСП  | МОН  | ВЕЛ  | КАН  | США  | ФРА  | НІМ | УГО | ТУР  | ІТА  | КИТ  | ЯПО  | БРА |      | 0    | 10    |
| 2006     | Midland F1 Racing Spyker MF1 Racing | M16  | RVX-06 2.4 V8  | B    | Тьягу Монтейру    | 17   | 13   | Схід | 16   | 12   | 16   | 15   | 16   | 14   | Схід | Схід | ДСК | 9   | Схід | Схід | Схід | 16   | 15  |      | 0    | 10    |
| 2006     | Midland F1 Racing Spyker MF1 Racing | M16  | RVX-06 2.4 V8  | B    | Крістіян Альберс  | Схід | 12   | 11   | Схід | 13   | Схід | 12   | 15   | Схід | Схід | 15   | ДСК | 10  | Схід | 17   | 15   | Схід | 14  |      | 0    | 10    |
| 2007     | AT&T Williams                       | FW29 | RVX-07 2.4 V8  | B    |                   | АВС  | МАЛ  | БАХ  | ІСП  | МОН  | КАН  | США  | ФРА  | ВЕЛ  | ЄВР  | УГО  | ТУР | ІТА | БЕЛ  | ЯПО  | КИТ  | БРА  |     |      | 33   | 4     |
| 2007     | AT&T Williams                       | FW29 | RVX-07 2.4 V8  | B    | Ніко Росберг      | 7    | Схід | 10   | 6    | 12   | 10   | 16†  | 9    | 12   | Схід | 7    | 7   | 6   | 6    | Схід | 16   | 4    |     |      | 33   | 4     |
| 2007     | AT&T Williams                       | FW29 | RVX-07 2.4 V8  | B    | Александр Вюрц    | Схід | 9    | 11   | Схід | 7    | 3    | 10   | 14   | 13   | 4    | 14   | 11  | 13  | Схід | Схід | 12   |      |     |      | 33   | 4     |
| 2007     | AT&T Williams                       | FW29 | RVX-07 2.4 V8  | B    | Кадзукі Накадзіма |      |      |      |      |      |      |      |      |      |      |      |     |     |      |      |      | 10   |     |      | 33   | 4     |
| 2008     | AT&T Williams                       | FW30 | RVX-08 2.4 V8  | B    |                   | АВС  | МАЛ  | БАХ  | ІСП  | ТУР  | МОН  | КАН  | ФРА  | ВЕЛ  | НІМ  | УГО  | ЄВР | БЕЛ | ІТА  | СІН  | ЯПО  | КИТ  | БРА |      | 26   | 8     |
| 2008     | AT&T Williams                       | FW30 | RVX-08 2.4 V8  | B    | Ніко Росберг      | 3    | 14   | 8    | Схід | 8    | Схід | 10   | 16   | 9    | 10   | 14   | 8   | 12  | 14   | 2    | 11   | 15   | 12  |      | 26   | 8     |
| 2008     | AT&T Williams                       | FW30 | RVX-08 2.4 V8  | B    | Кадзукі Накадзіма | 6    | 17   | 14   | 7    | Схід | 7    | Схід | 15   | 8    | 14   | 13   | 15  | 14  | 12   | 8    | 15   | 12   | 17  |      | 26   | 8     |
| 2009     | AT&T Williams                       | FW31 | RVX-09 2.4 V8  | B    |                   | АВС  | МАЛ  | КИТ  | БАХ  | ІСП  | МОН  | ТУР  | ВЕЛ  | НІМ  | УГО  | ЄВР  | БЕЛ | ІТА | СІН  | ЯПО  | БРА  | АБУ  |     |      | 34.5 | 7     |
| 2009     | AT&T Williams                       | FW31 | RVX-09 2.4 V8  | B    | Ніко Росберг      | 6    | 8‡   | 15   | 9    | 8    | 6    | 5    | 5    | 4    | 4    | 5    | 8   | 16  | 11   | 5    | Схід | 9    |     |      | 34.5 | 7     |
| 2009     | AT&T Williams                       | FW31 | RVX-09 2.4 V8  | B    | Кадзукі Накадзіма | Схід | 12   | Схід | Схід | 13   | 15   | 12   | 11   | 12   | 9    | 18   | 13  | 10  | 9    | 15   | Схід | 13   |     |      | 34.5 | 7     |
| Джерело: |                                     |      |                |      |                   |      |      |      |      |      |      |      |      |      |      |      |     |     |      |      |      |      |     |      |      |       |

Примітки
- † – Пілоти, що не фінішували на Гран-прі, але були класифіковані, оскільки подолали понад 90 % дистанції.
- ‡ – Зараховано половину очок через те, що перегони склали менше 75 % запланованої дистанції.